# Fisher Nunatak
Fisher Nunatak är en nunatak i Antarktis. Den ligger i Västantarktis. Chile gör anspråk på området. Toppen på Fisher Nunatak är 1 572 meter över havet.
Terrängen runt Fisher Nunatak är en högslätt.  Trakten är obefolkad. Det finns inga samhällen i närheten.